# Ентимема
Ентимема (від дав.-гр. ἐνθύμημα — «маю в душі, маю в голові») — скорочений риторичний силогізм (дедуктивне міркування, що складається із трьох висловлювань), в якому пропущено один із засновків або висновок. Тобто та чи інша частина силогізму не висловлюється, але мається на думці. 
Скорочений силогізм, в котрому одна з його складових вилучена, має назву ентимеми. Слід пам’ятати, що всім добре відомі істини в реальному процесі мислення завжди не висловлюються. Люди майже завжди говорять ентимемами. Це й стає однією з причин появи софізмів.
За Арістотелем, ентимема — один із найважливіших способів риторичного переконання. Вона випливає із чотирьох джерел: правдоподібності, прикладу, доказу, ознаки.

## Види ентимем та їх приклади
Приклад повного силогізму виглядає так:
Всі люди смертні – більший засновок,
Сократ — людина – менший засновок,
Отож, Сократ — смертний – висновок.
Відповідно до того, яку частину опущено, виділяють три види ентимем:
1. Ентимема з випущеним більшим засновком — Сократ — людина. Отож, Сократ — смертний.
2. Ентимема з випущеним меншим засновком. —  Всі люди смертні. Отож, Сократ смертний.
3. Ентимема з випущеним висновком. – Всі люди смертні. Сократ — людина.

## Поради Арістотеля щодо ентимем
Той стиль і ті ентимеми будуть вдалі, які зразу повідомляють нам якесь знання, тому поверхневі ентимеми не є в пошані (поверхневими є ті, які для всіх очевидні й в яких нічого не треба досліджувати). Не є в пошані також ентимеми, які, коли їх вимовлять, виглядають незрозумілими. Найкраща ентимема та, що супроводжується появою нового знання, або така, до якої розуму важко дійти.
Не варто також наводити ентимеми одна за одною, краще перемішувати їх з іншими формами, бо вони можуть шкодити одна одній, адже є обмеження для їх кількості.